# پیتر اسلاباکوف
پیتر اسلاباکوف (زاده ۲۴ آوریل ۱۹۲۳ – درگذشت ۱۷ مه ۲۰۰۹) بازیگر بلغاری بود. او از سال ۱۳۳۹ در ۸۵ فیلم به ایفای نقش پرداخت.